# Mouvement pour le changement et la prospérité
Le Mouvement pour le changement et la prospérité (en anglais : Movement for Change and Prosperity abrégé MCAP) est un parti politique à Montserrat, un territoire d'outre-mer autonome du Royaume-Uni.

## Histoire
Le parti est fondé en 2005 en prenant la succession du Parti national progressiste (en),. Lors des élections de 2006 (en), il recueille 36 % des suffrages, remportant quatre sièges. Bien qu'il s'agisse alors du plus grand parti au Conseil législatif (en), un gouvernement de coalition est formé par le Parti démocratique de Montserrat (MDP), le Nouveau mouvement populaire de libération (NPLM) et un député indépendant.
Aux élections de 2009 (en), le MCAP remporte six des neuf sièges, son chef de l'époque, Reuben Meade, devient ministre en chef. Cependant, lors des élections de 2014, le parti est réduit à deux sièges.
Aux élections de 2019, le MCAP remporte cinq sièges sur neuf, son nouveau chef Easton Taylor-Farrell devient le nouveau Premier ministre.
Après cinq ans au pouvoir, le parti est lourdement sanctionné lors des élections du 24 octobre 2024 et ne conserve plus qu'un seul siège au parlement.

## Résultats électoraux

### Élections législatives
| Élection  | Votes  | %     | Siège | +/– | Rang | Gouvernement |
| --------- | ------ | ----- | ----- | --- | ---- | ------------ |
| 2006 (en) | 2 220  | 36,10 | 4 / 9 | Nv  | 1er  | Opposition   |
| 2009 (en) | 10 139 | 52,64 | 6 / 9 | 2   | 1er  | Gouvernement |
| 2014      | 8 193  | 35,36 | 2 / 9 | 4   | 2e   | Opposition   |
| 2019      | 8 511  | 42,66 | 5 / 9 | 3   | 1er  | Gouvernement |
| 2024      | 5 487  | 27,67 | 1 / 9 | 4   | 3e   | Opposition   |